# Michael Beale
Michael Beale, né le 4 septembre 1980 à Bromley, est un entraîneur de football britannique. 
Michael Beale était entraîneur adjoint de Steven Gerrard chez les Rangers FC et Aston Villa. Il a également occupé des fonctions d'entraîneur à Chelsea FC, Liverpool FC et São Paulo.

## Biographie

### Carrière de joueur et débuts d'entraîneur
La carrière de joueur de Michael Beale a commencé à Charlton Athletic, après avoir été libéré par Charlton, il a eu de courts essais au FC Twente aux Pays-Bas et dans des clubs aux États-Unis, avant de mettre fin à sa carrière de joueur à l'âge de 21 ans.
La deuxième activité de Michael Beale dans le football a été d'investir une partie de l'argent qu'il avait gagné en tant que jeune joueur dans la création d'un club de futsal pour enfants dans sa ville natale de Bromley, au sud de Londres. C'est en entraînant des enfants dans ce club qu'il a attiré l'attention de Neil Bath, le patron de l'Académie de Chelsea, qui lui a proposé en 2002 un poste d'entraîneur à temps partiel au centre d'entraînement de Cobham. En tant qu'entraîneur des équipes des moins de 7 ans et des moins de 9 ans de Chelsea, il a travaillé avec les futurs footballeurs de Premier League Tammy Abraham et Dominic Solanke.
Après avoir admis être quelque peu frustré par le manque de progression des jeunes joueurs dans la première équipe de Chelsea depuis la prise de contrôle de Roman Abramovitch en 2003, Michael Beale accepte une offre à la Liverpool Academy, en commençant comme entraîneur des moins de 16 ans avant d'évoluer pour devenir entraîneur des moins de 23 ans. C'est dans ce rôle que Michael Beale a travaillé pour la première fois aux côtés de Steven Gerrard, qui entraînait alors les moins de 18 ans de Liverpool.

### Rôles d'entraîneur adjoint
En janvier 2017, Michael Beale, fan de longue date du football sud-américain, a saisi l'opportunité de rejoindre le club brésilien de São Paulo, apprenant le portugais pour être l'assistant de Rogério Ceni. Cependant, six mois plus tard, Ceni et son équipe d'encadrement ont été licenciés après une série de mauvais résultats.
Après une courte période de travail avec les jeunes de  Liverpool, Michael Beale a été contacté par Steven Gerrard pour être son entraîneur adjoint aux Rangers. En trois ans en Écosse sous Gerrard, Beale et Gary McAllister, les Rangers ont remporté leur premier championnat écossais, empêchant leurs rivaux de la ville, le Celtic, de remporter dix titres de champion consécutifs.
En novembre 2021, Steven Gerrard s'est vu proposer le poste de manager à Aston Villa, à la suite du limogeage de Dean Smith. Beale et McAllister l'ont suivi dans le club de Premier League.

### Queens Park Rangers
Le 1er juin 2022, Michael Beale est nommé entraîneur du  Queens Park Rangers, équipe de deuxième division,. Avec QPR en tête du championnat en octobre 2022, Beale est approché par Wolverhampton Wanderers pour devenir leur nouveau entraineur, mais il a refusé.

### Rangers FC
Le 28 novembre 2022, Michael Beale a accepté de quitter QPR et de rejoindre les Rangers, où il avait auparavant travaillé comme entraîneur adjoint sous Steven Gerrard. Les fans de QPR ont critiqué la manière dont il a quitté le club, car Beale avait affirmé son engagement envers le club quelques semaines auparavant, après avoir refusé un poste d’entraineur aux Wolves.

### Sunderland AFC
Le 18 décembre 2023, il a été nommé son nouvel entraîneur de Sunderland ou il s'est engagé pour deux ans et demi.
Le 19 février 2024, soit quelques semaines après sa nomination, il est licencié de son poste d'entraîneur. 